# Béon (Ain)
Béon era una comuna francesa situada en el departamento de Ain, de la región de Auvernia-Ródano-Alpes, que el 1 de enero de 2023 pasó a ser una comuna delegada de la comuna nueva de Culoz-Béon al fusionarse con la comuna de Culoz.

## Demografía
| 313 | 298 | 345 | 346 | 348 | 364 | 356 | 454 |
| Para los censos de 1962 a 1999 la población legal corresponde a la población sin duplicidades (Fuente: INSEE [Consultar]) |     |     |     |     |     |     |     |